# دوكاس
دوكاس ((باليونانية: Δούκας)‏; مؤنثه: دوكانيه/دوكاسية, Δούκαινα; جمع: دوكاسين، Δοῦκαι), من اللقب اللاتيني دوكس («قائد», «جنرال», Hellenized كـ δοὺξδοὺξ [ðouks])، هو اسم عائلة نبيلة بيزنطية يونانية، وفرت فروعها العديد من الجنرالات والحكام البارزين للإمبراطورية البيزنطية في القرنين التاسع والحادي عشر.